# Hauhechel-Blättereule
Die Hauhechel-Blättereule (Polia bombycina), auch als Hauhechel-Garteneule bezeichnet, ist ein Schmetterling (Nachtfalter) aus der Familie der Eulenfalter (Noctuidae).

## Merkmale

### Falter
Die Flügelspannweite der Falter beträgt 37 bis 48 Millimeter. Die Grundfarbe der Vorderflügeloberseite ist blass graubraun bis rötlich braun. Zapfen-, Nieren- und Ringmakel sind jeweils schwach dunkelbraun umrandet. Sowohl die innere, als auch die äußere Querlinie sind doppelt ausgeführt, jedoch meist dünn und undeutlich. Die dunkelbraune Wellenlinie verläuft gebogen und endet im Tornus in einem oder zwei dunklen V-förmigen Pfeilflecken. Die zeichnungslosen Hinterflügel zeigen eine graubraune Färbung.

### Ei, Raupe, Puppe
Das Ei hat eine halbkugelige Form und zunächst eine hellgelbe Farbe, die sich später in bräunlich verfärbt. Es ist auf der gesamten Oberfläche mit kräftigen Rippen überzogen. Ausgewachsene Raupen sind hellbraun, violett braun oder graugrün gefärbt und dunkel gerieselt. Neben der hellen Rückenlinie sind einige dunkle Schrägstriche erkennbar. Die Seitenlinien haben eine weißliche, der Kopf eine rotbraune Farbe. Die Puppe hat eine gestreckte Form, eine schwarzbraune Farbe und  einen schaufelförmigen Kremaster, der zwei Enddornen sowie auf jeder Seite zwei Borsten aufweist.

### Ähnliche Arten
Die ähnliche Birken-Blättereule (Polia hepatica) unterscheidet sich durch die  die in der Regel markanteren und kontrastreicheren Zeichnungselemente. Hauptunterscheidungsmerkmal ist das Fehlen von V-förmigen Pfeilflecken am Ende der Wellenlinie am Tornus.

## Verbreitung, Unterarten und Lebensraum
Die Art ist in den gemäßigten Klimazonen Europas und Asiens bis zum Pazifischen Ozean weit verbreitet, sie fehlt jedoch in Fennoskandinavien nördlich des 64. Breitengrades. In den Alpen steigt sie bis auf über 2000 Meter. Hauptlebensraum sind Kiefernmischwälder, lichte Wälder, Waldränder, buschige Heiden und Parklandschaften. Neben der in Europa vorkommenden Nominatform Polia bombycina bombycina sind vier weitere Unterarten bekannt:
- Polia bombycina grisea (Butler, 1878), im Osten Russlands
- Polia bombycina mongolica (Staudinger, 1896), in der Mongolei
- Polia bombycina psammochroa Varga, 1974, in der  Mongolei[4]
- Polia bombycina puengeli Lehmann, 1998 in Sibirien und Japan

## Lebensweise
Die Hauptflugzeit der in einer Generation fliegenden, nachtaktiven Falter fällt in die Monate Juni und Juli. Sie besuchen gerne künstliche Lichtquellen sowie Köder. Die Raupen leben ab Ende Juli und ernähren sich polyphag, beispielsweise von den Blättern von Dornigem Hauhechel (Ononis spinosa), Berberitze (Berberis vulgaris), Rotem Hartriegel (Cornus sanguinea) sowie Heidel- (Vaccinium myrtillus) und Moosbeere (Vaccinium uliginosum). Sie wurden auch an Heidekraut (Calluna vulgaris) gefunden. Die Raupen überwintern und verpuppen sich im Mai des folgenden Jahres.

## Gefährdung
In Deutschland ist die Hauhechel-Blättereule weit verbreitet. Auf der Roten Liste gefährdeter Arten wird sie als nicht gefährdet geführt.